# Don Heck
Donald L. Heck (Queens, 2 de gener de 1929 - Toronto, 23 de febrer de 1995) va ser un dibuixant de còmics nord -americà principalment conegut per la creació conjunta dels personatges de Marvel Comics Iron Man, Wasp, Black Widow, Hawkeye i Wonder Man i per la seva llarga trajectòria dibuixant la sèrie de l'equip de superherois de Marvel Els Venjadors durant l'edat de plata dels còmics dels anys 60.

## Biografia

### Primers anys de vida i carrera
Heck va néixer al barri Jamaica de Queens, Nova York, fill de Bertha i John Heck, d'origen alemany. Heck va aprendre art a través de cursos per correspondència, així com a Woodrow Wilson Vocational High School de Jamaica i en un col·legi comunitari de Brooklyn. Va continuar amb una educació artística improvisada el desembre de 1949 quan, per recomanació d'un amic de la universitat, va aconseguir una feina a Harvey Comics. Allà va reutilitzar Fotostats de tires còmiques de diaris en per converit-los en còmics, incloent l'obra de l'ídol de Heck, el famós dibuixant Milton Caniff.
Heck va romandre a Harvey, on un company de feina al departament de producció va ser el futur dibuixant de còmics Pete Morisi, durant dos anys i mig. Quan un empleat de Harvey, Allen Hardy, va marxar “per començar la seva pròpia línia, Media Comics [sic; en realitat Comic Media], el 1952", va recordar Heck el 1993, Hardy "em va trucar i em va demanar que m'hi unís". La primera obra de còmics coneguda de Heck va aparèixer en dos títols de Comic Media amb data de portada de setembre de 1952: el còmic bèl·lic War Fury nº 1, per al qual va dibuixar i entintar la portada i la història de vuit pàgines "The Unconquered", d'un escriptor desconegut; i la portada i la història de sis pàgines "Hitler's Head", també d'un escriptor desconegut, al còmic de terror Weird Terror nº 1. El treball de Heck va continuar apareixent en aquells títols i en l'antologia de terror Horrific, per a la qual va dissenyar el logotip; l'antologia dramàtica d'aventures Danger; l'antologia de l'oest Death Valley ; i altres títols fins a la desaparició de la companyia a finals de 1954.
Heck també va fer tasques autònomes per a Quality Comics, Hillman Comics i Toby Press. Per a l'editorial US Pictorial l'any 1955, va dibuixar el one-shot Captain Gallant of the Foreign Legion, un còmic de televisió basat en el programa infantil d'acció en directe de 1955–57 del mateix nom.

### Atlas Comics
A través del seu antic col·lega de Harvey Comics Pete Morisi, Heck el 1954 va conèixer Stan Lee de Marvel Comics, aleshores editor en cap i director d'art del predecessor de Marvel el 1950, Atlas Comics. Com Heck va recordar,
| « | (anglès) Pete Morisi, who worked at Media at the same time [I did], had been to Stan Lee's office, and he had brought his [art portfolio]. One of my stories was in there. and Stan kept going back to my story, saying, 'This is the way you should have done it.' Pete said. 'Look, if you want Don Heck to come up here, he's looking for work, too. I'll tell him you're interested.' Stan said, 'Well, if he happened to walk up here, I might have a story for him.' So I went up there on a Wednesday afternoon. Stan never saw anybody on Wednesdays, and he never saw anybody in the afternoon. But he came out. He looked at the first two pages and said, 'Aw, hell, I know what your stuff looks like. Come on in. I got a story for you.' | (català) Pete Morisi, que treballava a Media al mateix temps [que jo], havia estat a l'oficina de Stan Lee, i ell havia portat el seu [portafoli artístic]. Una de les meves històries era allà dins. i Stan va tornar a la meva història, dient: "Aquesta és la manera com hauríeu d'haver-ho fet". va dir en Pete. —Mira, si vols que vingui Don Heck aquí, ell també busca feina. Li diré que estàs interessat. Stan va dir: "Bé, si passa que arriba fins aquí, podria tenir una història per a ell". Així que hi vaig pujar un dimecres a la tarda. Stan no veia mai ningú els dimecres, i mai no veia ningú a la tarda. Però va sortir. Va mirar les dues primeres pàgines i va dir: "Ah, carai, sé com són les teves coses". Entra. Tinc una història per a tu. | » |

Heck es va convertir en un artista del personal d'Atles l'1 de setembre de 1954; el seu primer treball conegut per a la companyia va ser la història de terror de cinc pàgines "Werewolf Beware" a Mystery Tales nº 25 (gener de 1955), tot i que Heck el 1993 va recordar: "La primera feina que vaig fer va ser sobre un balena trencant un vaixell. Llavors vaig fer [la funció de la tripulació del submarí] 'Torpedo Taylor' per a Navy Combat," dibuixant aquesta sèrie de cinc o sis pàgines als números 1–14 i 16 (juny de 1955–agost de 1957, febrer de 1958) i, curiosament, fent una pàgina d'una història de cinc pàgines acabada per Joe Maneely al número 19 (agost de 1958). Fins a la reducció de negocis d'Atlas el 1957, quan va deixar anar la majoria del seu personal i autònoms i Heck va passar un any dibuixant vistes d'avions en maqueta per a Berkeley Models, Heck va contribuir amb desenes d'històries de còmics bèl·lics i còmics de l'oest, a més d'una mica de còmics de la jungla i ciència-ficció/fantasia.
Atlas va començar a renovar-se a finals de 1958 amb l'arribada de l'artista Jack Kirby, una llegenda del còmic que es va llançar a les antologies de ciència-ficció, misteri sobrenatural i històries de monstres gegants del que es coneixeria com a "Marvel pre-superheroi". Heck va tornar al costat d'altres noms que aviat serien famosos de l'emergència de Marvel Comics als anys 60 com a fenomen de cultura popular, fent el seu primer treball destacat en la portada de Tales of Suspense nº 1 (gener de 1959), una de les poques portades d'Atles/Marvel d'aquella època no dibuixades per Kirby. En els anys immediatament anteriors a l'arribada d'Els Quatre Fantàstics, Spider-Man i els altres herois populars de l'ascens de Marvel, Heck va donar una interpretació atmosfèrica a nombroses històries de ciència-ficció/fantasia en aquest còmic, així com en les publicacions germanes Strange Tales, Tales to Astonish, Strange Wolds, Worlds of Fantasy i Jorney into Mystery. Heck també va contribuir a còmics romàntics d'Atlas/Marvel com Love Romances i My Own Romance.
L'artista de còmics Jerry Ordway, descrivint aquesta època del treball de Heck, va qualificar l'artista de "veritablement poc apreciat"... El seu treball d'Atles (pre-Marvel) va ser fantàstic, amb un estil net i nítid i una línia de tinta que no abandonaria." 

### Edat de plata
Durant el període que els aficionats i historiadors anomenen l'Edat de Plata dels còmics, Iron Man es va estrenar a Tales of Suspense nº 39 (data de portada març de 1963) com a col·laboració entre l'editor Lee, el guionista Larry Lieber, l'artista Heck i Kirby, que va proporcionar els llapis de coberta i va dissenyar la primera armadura d'Iron Man. Kirby "va dissenyar l'uniforme", va recordar Heck, "perquè estava fent la portada. Les cobertes sempre es feien primer. Però vaig crear l'aspecte dels personatges, com Tony Stark i la seva secretària Pepper Potts." L'historiador de còmics i antic assistent de Kirby Mark Evanier, que investigava les afirmacions de la participació de Kirby en la creació tant d'Iron Man com de Daredevil, va entrevistar a Kirby i Heck sobre el tema, anys abans de la seva mort, i va concloure que Kirby
| « | (anglès) ...definitely did not do full breakdowns as has been erroneously reported about ... the first 'Iron Man'. [In the early 1970s], Jack claimed to have laid out those stories, and I repeated his claim in print — though not before checking with Heck, who said, in effect, 'Oh, yeah. I remember that. Jack did the layouts'. We all later realized he was mistaken. ... Both also believed that Jack had contributed to the plots of those debut appearances — recollections that do not match those of Stan Lee. (Larry Lieber did the script for the first Iron Man story from a plot that Stan gave him.) Also, in both cases, Jack had already drawn the covers of those issues and done some amount of design work. He came up with the initial look of Iron Man's armor ... | (català) ...definitivament no va fer esbossos complets com s'ha informat erròniament sobre ... el primer 'Iron Man'. [A principis de la dècada de 1970], Jack va afirmar haver exposat aquestes històries, i vaig repetir la seva afirmació impresa, encara que no abans de consultar amb Heck, que va dir, en efecte, "Oh, sí. Ho recordo. Jack va fer els esbossos". Més tard tots ens vam adonar que s'havia equivocat. ... Tots dos també creien que Jack havia contribuït a les trames d'aquelles aparicions de debut, records que no coincideixen amb els de Stan Lee. (Larry Lieber va fer el guió de la primera història d'Iron Man a partir d'una trama que li va donar Stan.) A més, en tots dos casos, Jack ja havia dibuixat les portades d'aquells temes i havia fet una mica de treball de disseny. Se li va ocórrer l'aspecte inicial de l'armadura d'Iron Man... | » |

El mateix Heck va recordar el 1985 que, si bé algunes fonts van afirmar aleshores "que Jack Kirby va fer esbossos",
| « | (anglès) ...that's not true. I did it all. They just didn't bother to call me up and find out when they wrote up the credits. It doesn't really matter. Jack Kirby created the costume, and he did the cover for the issue. In fact the second costume, the red and yellow one, was designed by Steve Ditko. I found it easier than drawing that bulky old thing. The earlier design, the robot-looking one, was more Kirbyish. | (català) ...això no és cert. Ho vaig fer tot. Simplement no es van molestar a trucar-me i esbrinar-ho quan van escriure els crèdits. Realment no importa. Jack Kirby va crear l'uniforme i va fer la portada del número. De fet, la segona armadura, la vermella i groga, va ser dissenyada per Steve Ditko. Em va semblar més fàcil que dibuixar aquella cosa antiga i voluminosa. El disseny anterior, el d'aspecte robòtic, era més de l'estil de Kirby. | » |

Heck va ser l'artista cocreador de diversos personatges nous al serial "Iron Man". El Mandarin va debutar a Tales of Suspense #50 (data de portada febrer de 1964) i es convertiria en un dels principals enemics d'Iron Man. Hawkeye, l'arquer suprem de Marvel, va aparèixer per primera vegada a Tales of Suspense nº 57 (setembre de 1964), després de la introducció de la femme fatale espia comunista i futura superheroïna i agent de SHIELD la Black Widow al número 52 (abril de 1964). Va dibuixar el serial "Iron Man" fins al número 46 (octubre de 1963), després del qual l'artista de Spider-Man Steve Ditko va presentar la familiar armadura vermella i daurada d'Iron Man i va dibuixar tres números. Heck va tornar amb el número 50 i va continuar fins al número 72 (data de portada desembre de 1965).
Simultàniament amb el dibuix d'Iron Man, Heck va succeir a Jack Kirby com a dibuixant a la sèrie d'equips de superherois The Avengers amb el número 9 (octubre de 1964), la introducció (i aparent mort) de Wonder Man. El personatge del comte Nefaria va ser presentat per Lee i Heck quatre números més tard. Heck, que va entintar els seus propis llapis durant molts anys, va passar al "mètode Marvel" de fer còmics — en què el dibuixant feia la trama i donava els detalls a partir d'una sinopsi o esquema argumental (quan aquest existia) de l'escriptor, que després afegiria diàlegs — i se li va assignar l'ajuda d'un entintador per primera vegada. Va fer aquest ajust amb èxit i va fer The Avengers, que va dibuixar fins al número 40 (maig de 1967), a més de l'annual de 1967, una de les seves sèries de signatura. Va entintar el seu propi treball a llapis als números 32–37. Heck tornaria a The Avengers per última vegada per fer part de la trama i el número 45 a llapis, amb tintes de Vince Colletta.
Durant aquesta carrera, Heck va cocrear personatges com el supermalvat i eventual heroi el Swordsman, al número 19 (agost de 1965); el supermalvat Power Man, que anys més tard es va convertir en l'heroi Atlas, al número 21 (octubre de 1965); l'entitat còsmica el Collector al número 28 (maig de 1966); el personatge secundari Bill Foster, que molt més tard es va convertir en el superheroi Black Goliath, al número 32 (setembre de 1966); i el supermalvat, Living Laser al número 34 (novembre de 1966). Durant la següent era del còmic, l'Edat del Bronze, va co-crear una altra entitat còsmica, Mantis, al número 112 (maig de 1973).
També durant la dècada de 1960, Heck va escriure The X-Men nº 38–42 (nov. 1967-març de 1968) i va presentar la nova X-Men Lorna Dane al número 49 (octubre de 1968) i Havok al número 54 (març de 1969). Heck va dibuixar, sobre els dissenys de John Romita, The Amazing Spider-Man nº 57–64 i 66 (febrer. –setembre i novembre de 1968). Heck també dibuixaria números de Captain Marvel i Iron Man, el còmic bèl·lic de la Segona Guerra Mundial Captain Savage and the Battlefield Raiders, històries de terror a Chamber of Darkness i Tower of Shadows, i, una vegada més, històries d'amor, als còmics romàntics Our Love Story i My Love.
De 1966 a 1971, Heck va ser un "artista fantasma" sense acreditar a la tira còmica del diari The Phantom de Lee Falk, i més tard a la tira diària de Terry and the Pirates.

### Desplaçament a DC
El 1970, però, el treball de Marvel es va fer menys freqüent i Heck va obtenir encàrrecs del rival DC Comics, començant amb una història curta a l'antologia sobrenatural House of Secrets nº 85 (maig de 1970). Va fer el seu primer treball de superheroi de DC amb The Flash nº 198 (juny de 1970), il·lustrant una història de complement del super-velocista, i finalment va obtenir treballs addicionals, inclosos còmics romàntics, i els serials "Batgirl" i "Jason Bard" a Detective Comics, i "Rose and the Thorn" a Superman's Girl Friend, Lois Lane. Va començar una curta tirada a Wonder Woman amb el número 204 (febrer de 1973), en què els poders del personatge i el vestit tradicional van ser restaurats després de diversos anys, i també va treballar per a l'efímera editorial Skywald Comics.
Heck encara treballava ocasionalment a Marvel, dibuixant números de Daredevil, Sub-Mariner, Ghost Rider, The Avengers i altres a mitjans dels anys setanta. Va dibuixar Giant-Size Avengers nº 4 que presentava el casament de la Visió i la Scarlet Witch. L'escriptor Tony Isabella i Heck van llançar el nou còmic d'equip de superherois The Champions l'octubre de 1975. Però el 1977, va començar a treballar gairebé exclusivament per a DC. Heck va explicar el 1985: "Vaig deixar Marvel per canviar de ritme. Vaig seguir rebent totes les tintes noves. Tots els que van entrar, els vaig aconseguir. Un mal entintador pot matar obres d'art. Una vegada vaig recuperar algunes pàgines entintades i les vaig trencar, així de malament estaven."
Amb l'escriptor Gerry Conway, Heck va co-crear l'heroi cyborg de DC Steel, the Indestructible Man al número d'estrena (març de 1978) del còmic titular. Després de la cancel·lació d'aquesta sèrie, Heck es va convertir en artista habitual a The Flash, i el 1982 es va reunir amb Conway per dibuixar la Lliga de la Justícia d'Amèrica, inclòs el crossover d'aquell any amb l' All-Star Squadron. Heck va tornar a Wonder Woman i va dibuixar el títol fins a la seva cancel·lació, prèvia al rellançament, el 1986. Més tard aquell mateix any, va ser un dels col·laboradors de la sèrie limitada DC Challenge.

### Carrera posterior
A finals dels 80 i principis dels 90, Heck va tornar a Marvel, on el seu treball incloïa funcions per a les antologies de superherois Marvel Comics Presents i Marvel Fanfare. L'artista fins i tot va tornar a dos personatges característics: va escriure històries de Hawkeye a Solo Avengers nº 17-20 i la seva continuació després del canvi de títol Avengers Spotlight nº 21-22 (abril-setembre de 1989), tant va dibuixar com entintar una segona història de Hawkeye en aquest últim número i va dibuixar Iron Man, entintant "The Other Way Our" de vuit pàgines del dibuixant Mark Bright a Marvel Comics Presents nº 51 (juny de 1990), i tots dos dibuixant i entintant la presentació d'una pàgina "Tony Stark, The Invencible Iron Man" a Iron Man Annual nº 12 (setembre de 1991) i un pinup a Marvel Super-Heroes vol. 2 nº 13 (abril de 1993).
Heck també va fer una mica de treball per a còmics independents com NightGlider de Topps Comics, Mr. Fixit de Hero Comics, NASCAR Adventures de Vortex i HP Lovecraft's Cthulhu: The Whisperer in Darkness de Millennium Publications. El seu darrer treball de DC va ser llapis i tinta sobre els dissenys de Joe Quesada per a Spelljammer nº 11 (juliol de 1991), i el seu darrer treball de còmics conegut va ser "The Theft of Thor's Hammer", de 10 pàgines, de l'escriptor Bill Mantlo, a Marvel Super-Heroes vol. 2 nº 15 (octubre de 1993).
Qui va ser director de Marvel Roy Thomas va dir de l'artista,
| « | (anglès) Don was unlucky enough, I think, to be a non-superhero artist who, starting in the sixties, had to find his niche in a world dominated by superheroes. Fortunately, as he proved first with Iron Man and then with the Avengers, Don could rise to the occasion because he had real talent and a good grounding in the fundamentals. He amalgamated into his own style certain aspects of Jack Kirby's style, and carved out a place for himself as one of a handful of artists who were of real importance during the very early days of Marvel". | (català) Don va tenir la mala sort, crec, de ser un artista no de superherois que, a partir dels anys seixanta, va haver de trobar el seu lloc en un món dominat pels superherois. Afortunadament, com va demostrar primer amb Iron Man i després amb els Venjadors, Don va poder estar a l'altura perquè tenia un talent real i una bona base en els fonaments. Va amalgamar en el seu propi estil certs aspectes de l'estil de Jack Kirby i es va fer un lloc com un dels pocs artistes que van tenir una importància real durant els primers dies de Marvel". | » |

Heck va morir de càncer de pulmó el 1995. Vivia al comtat de Suffolk, Nova York, a Long Island, en el moment de la seva mort.